# History (Unix)
history é um comando em sistemas operacionais Unix e unix-like que exibe o histórico de comandos utilizados anteriormente. Se usado a opção -r utiliza o arquivo .bash_history como histórico e a opção -w que escreve o arquivo .bash_history 